# Gaspoltshofen
Gaspoltshofen là một đô thị ở huyện Grieskirchen bang Oberösterreich, nước Áo. Đô thị này có diện tích 40,6 km², dân số thời điểm ngày 31 tháng 12 năm 2005 là 3597 người.